# Антигерой
Антигеро́й — персонаж, лишённый героических черт или наделённый явно отрицательными чертами, но при этом являющийся протагонистом художественного произведения. Среди типовых разновидностей антигероя — плут (трикстер), демонический или байронический герой, «неотразимый бунтарь». 
Антигероя не следует путать со злодеем или с антагонистом, противником протагониста (героя или антигероя). Злодея, наделённого положительными чертами, иногда называют антизлодеем.

## История понятия

### В мифологии и фольклоре
Уже в древней мифологии встречаются неоднозначные, морально «серые» герои, в особенности трикстеры, такие как Локи у скандинавов, Пан у греков или Пэк у кельтов. Антигероев можно найти и в фольклоре, народных сказках, баснях, где часто встречается комический антигерой — трус, дурак, жадина.
Антигерой характерен для плутовского романа. В таких произведениях протагонист совершает преступления, которые не получают от автора морального оправдания. Однако сам герой при этом выступает как трикстер и вызывает симпатию читателя не своими моральными качествами, а умом, ловкостью и решительностью. Классический пример такого рода антигероя — Рейнеке-лис из «Романа о лисе».

### В классической литературе
Тип антигероя сформировался уже в литературе эпохи Просвещения, в произведениях Сэмюэля Ричардсона (Ловелас из «Клариссы, или Истории юной леди»), Дени Дидро («Племянник Рамо»), Шодерло де Лакло (Вальмон из «Опасных связей»). Наследниками этих героев стали отрицательные главные герои произведений тёмного романтизма (например, байронический герой Хитклифф в «Грозовом перевале»).
В русской литературе второй половины XIX века антигерой продолжает линию байронических персонажей из западной литературы и «лишних людей» русской литературы (Онегина, Печорина), но с добавлением черт социальной униженности и неприкаянности, с усилением мотивов саморазоблачения и вызова «порядку вещей»; антигерой выступает как человек, чьё существование бессмысленно, безрадостно, подчинено стереотипам среды и собственным эгоистическим побуждениям. Конкретное воплощение этот тип получает, например, в творчестве М. Е. Салтыкова-Щедрина (Порфирий (Иудушка) Головлёв), Ф. М. Достоевского (Николай Ставрогин; ростовщик, герой-повествователь «Кроткой»), Л. Н. Толстого (Позднышев), А. П. Чехова (Камышев, ненадёжный рассказчик «Драмы на охоте»).
Антигерои вроде Растиньяка широко представлены в реалистических романах и повестях Оноре де Бальзака. Например, антигероем является ростовщик Гобсек из одноимённой повести, который отличается жадностью, хитростью и цинизмом. (Высказывается даже предположение, что он был пиратом). В то же время Гобсек способен вызывать у читателя симпатию деловой хваткой, предприимчивостью и здравым смыслом.
В русской литературе XX века к разряду антигероев можно отнести персонажей Леонида Андреева (доктор Керженцев из рассказа «Мысль»), В. В. Набокова (Смуров из повести «Соглядатай», Герман Карлович из романа «Отчаяние»), не вписывающихся в «официальную» действительность морально двойственных героев А. В. Вампилова (драма «Утиная охота», 1967), А. Г. Битова (роман «Пушкинский дом», 1971; опубл. 1978). Одним из новейших антигероев в постсоветской литературе выступает главное лицо романа В. Маканина «Андеграунд, или Герой нашего времени» (1998), выразитель многих авторских настроений в эпоху «перестройки» и «постперестройки».
В России термин «антигерой» ввёл в литературный оборот Ф. М. Достоевский; в предисловии к повести «Записки из подполья» (1864) он назвал так героя-повествователя, «подпольного» парадоксалиста, наделенного обострённой рефлексией и чувствительностью, тоскующего по идеалу, но неспособного к героическому внутреннему преодолению угнетающей его среды .
Понятие «антигерой» иногда относят к персонажу западной модернистской литературы второй половины XX века — ординарному, обезличенному человеку, который, в отличие от «маленького человека» классической прозы XIX века, оказывается не столько предметом авторского сострадания, сколько выразителем потерянности и отчуждённости самого писателя во враждебном ему мире. Яркими примерам такого персонажа являются: Мерсо из романа Альбера Камю «Посторонний», Фердинанд Бардамю из романа Луи-Фердинанда Селина «Путешествие на край ночи». В неоавангардистской прозе и драматургии подобный персонаж окончательно превращается в безымянную точку приложения иррациональных и абсурдных сил. Среди других классических примеров антигероев в литературе XX века — профессор Кин из романа «Ослепление» Элиаса Канетти, Алекс из романа Энтони Бёрджесса «Заводной апельсин», Тайлер Дёрден из романа Чака Паланика «Бойцовский клуб», Глеб Жеглов из романа братьев Вайнеров «Эра милосердия», Джон Сам из романа Мартина Эмиса «Деньги» и др.

### В популярной культуре
Широкое распространение «антигерой» получил в современной западной массовой культуре, например в комиксах. Благодаря Pulp-журналам и детективам-нуар середины XX века, популярными стали персонажи вроде Сэма Спейда. «Спагетти-вестерны» Серджио Леоне показали странствующего линчевателя (т. н. «Человек без имени», сыгранный Клинтом Иствудом), чьё недружелюбное поведение расходилось с другими героическими характеристиками. Как правило, «антигерой» здесь позиционируется как персонаж, имеющий отрицательные свойства личности, традиционно приписываемые негодяям или негероическим людям, но тем не менее имеющий также достаточно героических качеств, чтобы завоевать симпатию аудитории.
Другой вид антигероя-преступника показан в криминальном романе и криминальных фильмах, таких как «Крёстный отец», «Лицо со шрамом», «Путь Карлито», многих фильмах Квентина Тарантино («Криминальное чтиво», «Омерзительная восьмёрка», «Бешеные псы») и Гая Ричи («Карты, деньги, два ствола», «Большой куш»). Здесь авторы не стремятся ни оправдать преступления главного героя, ни вызвать к нему симпатию, а лишь показывают его как типичного представителя криминального мира. В аналогичной по стилю серии игр Grand Theft Auto игроку предлагается управлять антигероем-гангстером. Другой подобный пример — Уолтер Уайт, главный герой сериала «Во все тяжкие», учитель, ставшиий наркоторговцем, чтобы обеспечить семью. В России стал особенно популярен Данила Багров, неоднозначный антигерой дилогии фильмов «Брат», многими зрителями воспринятый как просто герой.
Антигерой может существовать в произведении одновременно с классическим положительным героем, создавая взаимный контраст. Такую пару в романе «Эра милосердия» и его экранизации «Место встречи изменить нельзя» образуют сыщики Жеглов (антигерой, не гнушающийся ничем в борьбе с преступностью) и Шарапов (классический герой со строгими моральными принципами).
В супергеройских комиксах часто встречаются персонажи, такие как Дэдпул, Роршах, Судья Дредд, Каратель, Росомаха, которые борются со злодеями и суперзлодеями, применяя при этом крайне жестокие методы.
Встречаются антигерои и в детской литературе. Например, Незнайка из книг Николая Носова — антигерой, его недостатки и глупые поступки специально служат отрицательным примером для детей, при этом он достаточно положителен, чтобы не быть злодеем. Некоторые относят к антигероям и непослушного хвастуна Карлсона из книг Астрид Линдгрен.

## Антизлодей
Схожий и одновременно противоположный антигерою тип персонажа — антизлодей, то есть злодей, наделённый положительными чертами, например, благородством, храбростью, милосердием. Подобно антигерою, он относится к морально «серым» персонажам, сочетающим и добро, и зло, но при этом играет в произведении роль антагониста, противника героя. Антизлодей может быть раскаявшимся, или достойным противником героя, или обладать своей правдой, преследуя благие, по его мнению цели, или вызывать у зрителя жалость и понимание, или даже быть чисто номинальным антагонистом по отношению к антигерою — например, полицейский, преследующий героя-преступника.
К ярким примерам антизлодеев относят, например, Роя Батти из фильма «Бегущий по лезвию», который по-своему благороден и имеет понятные зрителю мотивы, и инспектора Жавера из романа Гюго «Отверженные», который преследует героя, исполняя служебный долг.

## Критика концепции
Советский актёр и режиссёр Георгий Бурков, отмечая в своём дневнике настоящий бум антигероев в кинематографе на стыке 1980-х — 1990-х гг., так комментирует эту тенденцию:

В зле самое страшное — самооправдание. И вдвойне страшно, когда оправданием недостойного человека занимается искусство. Сегодня на экране появляется много так называемых антигероев, и, увы, очень часто авторы этих картин как бы говорят зрителю: да смотрите, он такой потому, что… И приводят целую систему оправданий — короче, обстоятельства виноваты. Это, по-моему, опасная позиция. Искусство должно будить в человеке совесть — тогда оно доброе.